# 커트 프레데릭
커트 프레데릭(영어: Kurt Frederick, 1985년 6월 12일 ~ )은 세인트루시아의 축구 선수이다. 현재 트리니다드 토바고의 W 커넥션 FC에서 뛰고 있다.